# Италия-Пердида
Италия-Пердида (исп. Italia Perdida) — геологическое природное образование, расположенное на северо-западе департамента Потоси в провинции Нор-Липес (исп. Nor Lipez). Ближайший населенный пункт — деревня Мальку Вильямар (исп. Mallcu Villamar).

## Описание
Представляет собой равнину, верхний слой которой, состоящий из мягких осадочных пород, был полностью разрушен выветриванием, но над ровной пустынной поверхностью остался ряд скал — останцов, сложенных из менее податливого красного песчаника. Некоторые скальные образования получили собственные имена — Верблюд (исп. Camello, Кубок мира (исп. Copa del Mundo ) и т. д.

## История происхождения названия
Италия-Пердида переводится с испанского языка как Потерянная (или затерянная) Италия. Согласно легенде, первым посетителем этих мест был заблудившийся в боливийской пустыне итальянец, который не смог найти обратную дорогу и погиб.